# Croton arenicola
Pour Croton arenicola, Leandri, 1939, voir Croton leandrii.
Pour Croton arenicola, Rose et Standl., 1912, voir Croton wigginsii.
Espèce
Croton arenicola est une espèce de plantes à fleurs du genre Croton et de la famille des Euphorbiaceae, présente au sud de la Floride.